# Michelle Coy
Michelle Theresa Coy (ur. 22 listopada 1971 w Bath) – brytyjska bobsleistka, olimpijka.

## Kariera
Największy sukces w karierze Michelle Coy osiągnęła w sezonie 1998/1999, kiedy zajęła trzecie miejsce w klasyfikacji generalnej Pucharu Świata dwójek kobiet. Wyprzedziły ją jedynie Françoise Burdet ze Szwajcarii oraz Jean Racine z USA. W 2002 roku wystartowała w parze z Jackie Davies na igrzyskach olimpijskich w Salt Lake City, kończąc rywalizację jedenastym miejscu. Jest żołnierzem Royal Air Force.